# Gruvdrift i Angola

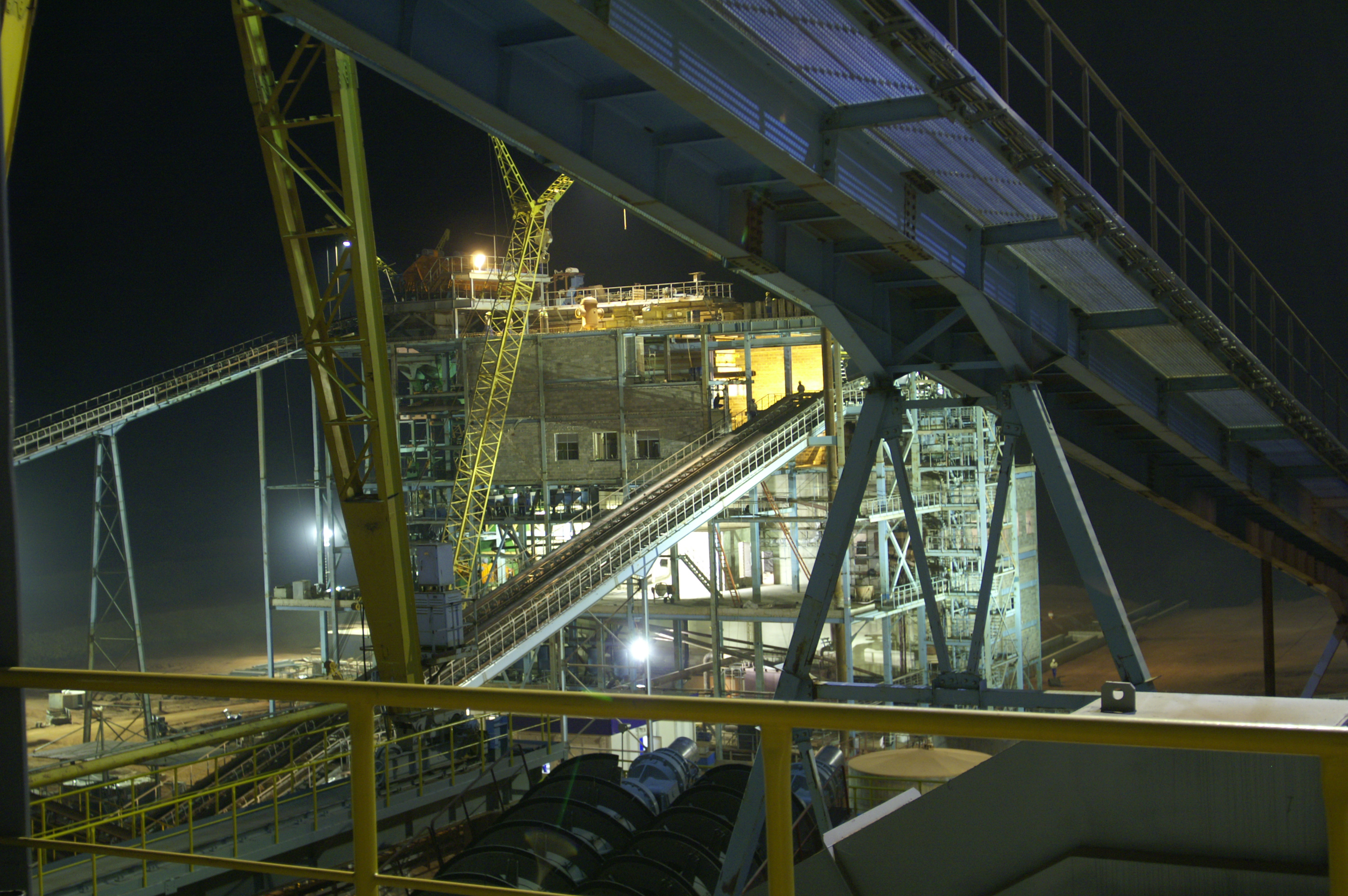
Bild från Catoca-gruvan, en av Angolas många diamantgruvor.

Gruvdrift i Angola är en näring med stor ekonomisk potential eftersom Angola har en av Afrikas största och mest varierande mineraltillgångar. De största tillgångarna finns i form av diamanter, järnmalm, fosfat, koppar, guld, bauxit och uran.

## Diamanter

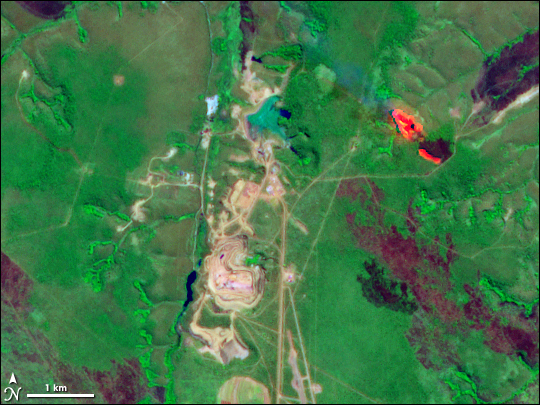
Satellitbild i processade färger över området vid Catoca-gruvan, världens fjärde största diamantgruva, belägen i Angola. Det röda partiet är en brand.

Angola är den tredje största producenten av diamanter i Afrika och har endast undersökt 40 procent[källa behövs] av landets områden där det finns diamanter. Landet har svårt att locka till sig utländska investerare på grund av korruption, brott mot mänskliga rättigheter och diamantsmuggling. Produktionen ökade med 30 procent[källa behövs] år 2006 och Endiama, som är det nationella diamantföretaget i Angola, förväntade sig att produktionen skulle öka med 8 procent år 2007 till 10 miljoner karat (2 000 kg) årligen.[källa behövs] Regeringen försöker locka utländska företag till provinserna Bié, Malanje och Uíge.

## Järnmalm
Järnmalm var en av Angolas viktigaste exportvaror från 1950-talet fram till mitten av 70-talet. I början av 80-talet hade järnbrytningen upphört helt på grund av stora säkerhet- och tranportproblem. Störst var produktionen mellan 1970 och -74 då den uppgick till runt 5,7 miljoner ton per år. Mycket av järnmalmen exporterades till Japan, Storbritannien och Västtyskland.